# Aloe alooides
Aloe alooides ist eine Pflanzenart der Gattung der Aloen in der Unterfamilie der Affodillgewächse (Asphodeloideae). Das Artepitheton alooides leitet sich vom griechischen Wort -oides für ‚-ähnlich‘ sowie dem Namen der Gattung Aloe ab.

## Beschreibung

### Vegetative Merkmale
Aloe alooides wächst stammbildend. Der aufrechte, kräftige Stamm ist meist einfach und nur selten weit unten verzweigt. Er erreicht eine Länge von bis zu 2 Meter und ist mit den Resten toter Blätter bedeckt. Die lanzettlich-schwertförmigen, lang zugespitzten Laubblätter sind tief rinnig, bogig zurückgeschlagen und bilden dichte Rosetten. Die grüne, gelegentlich schwach rötliche Blattspreite ist 130 Zentimeter lang und 18 Zentimeter breit. In der Regel sind die Blattränder auffallend rötlich. Die rötlich gespitzten, in der Regel zu Blattspitze gebogenen Zähne am Blattrand sind 2 bis 3 Millimeter lang und stehen 10 Millimeter voneinander entfernt.

### Blütenstände und Blüten
Der einfache, aufrechte Blütenstand erreicht eine Länge von 130 Zentimeter. Die dichten, schmal zylindrischen, leicht verschmälerten Trauben sind 80 Zentimeter lang und 4,5 Zentimeter breit. Die eiförmig-zugespitzten Brakteen weisen eine Länge von 5 bis 7 Millimeter auf und sind 4 bis 5 Millimeter breit. Blütenstiele sind nicht vorhanden. Die glockenförmigen, zitronengelben Blüten sind 9 Millimeter lang und an ihrer Basis gerundet. An der Mündung weisen die Blüten einen Durchmesser von 8 Millimeter auf. Ihre äußeren Perigonblätter sind nicht miteinander verwachsen. Die Staubblätter und der Griffel ragen 7 bis 8 Millimeter aus der Blüte heraus.

## Systematik und Verbreitung
Aloe alooides ist in der südafrikanischen Provinz Mpumalanga auf Dolomitvorkommen in den Bergen in Höhen von 1700 bis 2000 Metern verbreitet.
Die Erstbeschreibung als Urginea alooides durch Harry Bolus wurde 1881 veröffentlicht. Denise van Druten stellte die Art 1956 in die Gattung Aloe.
Ein weiteres nomenklatorisches Synonym ist Notosceptrum alooides (Bolus) Benth. (1883). Aloe recurvifolia Groenew. (1935) wurde als Synonym in die Art einbezogen.

## Nachweise